# 埃克爾森鎮區 (北達科他州巴恩斯縣)
埃克爾森鎮區（英語：Eckelson Township）是位於美國北達科他州巴恩斯縣的一個鎮區。

## 地方資料
埃克爾森鎮區的面積為94.07平方千米，當中陸地面積為90.50平方千米，而水域面積為3.57平方千米。根據2010年美國人口普查的數據，當地共有人口111人，而人口密度為每平方千米1.18人。